# مزار پیرشکریار
مزار پیرشکریار مربوط به سدهٔ ۵ تا ۱۱ ه.ق است و در شهرستان تایباد، بخش مرکزی، روستای فرمان آباد واقع شده و این اثر در تاریخ ۲۲ مرداد ۱۳۸۴ با شمارهٔ ثبت ۱۳۱۴۸ به‌عنوان یکی از آثار ملی ایران به ثبت رسیده است.